# 破戒裁判
『破戒裁判』（はかいさいばん）は、高木彬光の長編推理小説。百谷泉一郎弁護士シリーズの代表作。

## 解説
本作は、1961年（昭和36年）5月に東都ミステリー第一弾として書き下ろし刊行された。高木彬光は同時並行して、同じ百谷シリーズの『誘拐』の連載を同年3月より発表していたが、単行本になった作品としては2作目である。本作は同年1月より70日で執筆されたものでもあり、3月24日に完成したものだというが、その期間中は従来にないほど苦しかったという。
本作は、1955年（昭和30年）1月に『小説公園』に発表された、神津恭介シリーズの短篇『死せる者よみがえれ』の長篇化作品であり、中心となるテーマは1953年（昭和28年）の短篇『無名の手紙』に記されているものでもある。ただし、被害者をのぞく登場人物名、探偵役、設定の一部（職業・年代など）はまったく別のものに改変されている。高木彬光は当初、『死せる者よみがえれ』を『破戒殺人事件』という長篇として改稿して、『神津恭介探偵小説全集』の第9巻に仕立てあげるつもりであったが、叶わずに、原稿は350枚ほど仕上げたところで、作者によって破棄された（かわりに第9巻には『白魔の歌』があてられた）。
東都書房（講談社の社内社内に設置されていた独立採算制の別名義の部局）では、原田康子の『挽歌』をベストセラーとしながらも、松本清張ブームにあやかって、ミステリー小説の出版にも意欲を燃やしていた。東都ミステリーはそのハンディな形態で、ミステリーの定期刊行を目指したものである。『破戒裁判』と同時に出版された作品として、佐野洋『第一一二計画』、日影丈吉『応家の人々』がある。
作者は、『白昼の死角』執筆のための裁判取材をきっかけとして、1960年代の後半に、雅樹ちゃん誘拐殺人事件などの裁判の傍聴に通い詰めとなり、また刑法・刑事訴訟法の勉強も続けた。このことが、本作と『誘拐』の冒頭部分にも活用されている。その後、本作がきっかけとなって、正木ひろし弁護士の依頼で、1961年12月から丸4年にわたり、丸正事件の特別弁護人として法廷に出廷している。
それまで日本には法廷推理小説が存在しなかったが、理由として、陪審制がないからだと言われていた。高木彬光は、現在の新しい刑事訴訟法による裁判ならこの課題が可能だと見込みをつけ、徹底的な調査と考究を行い、その成果として本作と、同時並行して雑誌『宝石』に連載された『誘拐』が著されている。
作者は、本作と同時期に発表した『占い人生論』の中で、自身が戸籍上、私生児で、高木家の養子として登録されていることを発見し、「私はこのときだけは父を呪った」と告白している。そして、それが原因で京都帝国大学卒業時に技術将校試験に不合格になっている。この経験が本作執筆の原動力の一つであった。このことは、本作の第二十章の、百谷泉一郎の最終弁論の中に、「私の尊敬する先輩の一人も…」として、さりげなく語られている。
と作者は述べている。この作品をなした高木彬光は、7年もの間胸中に秘めてきたテーマを書き上げ、存分に満ち足りた心境にあったものと思われる。
作品記述の9割以上が裁判の陳述にあてられており、ほぼ法廷の中だけで物語が進行する、という実験小説でもある。高木作品で他に法廷場面が記述された小説は、百谷シリーズの『誘拐』・『法廷の魔女』と神津シリーズの『呪縛の家』の結末箇所、『検事霧島三郎』の冒頭部、ノンシリーズの短篇『ある轢死』以外に存在しない。
作中では、事件には関係のない、被告の過去の行状を検事が証人に審問して、裁判官に予断を抱かせる、という印象操作が行われている。

## あらすじ
昭和35年6月15日、弱小新聞社のひとつである東洋新聞の法廷記者、米田友一はある興味深い裁判の取材を開始していた。被告である元俳優の村田和彦は二件の殺人および死体遺棄罪で告訴されていたが、彼の表情は死刑を予想しているような被告人の表情を浮かべていなかった。期せずして、裁判官の冒頭の尋問で、彼はいきなり自分の殺人罪に対する無実を大声で訴えた。のちに「破戒裁判」と呼ばれる法廷審理はこうして始まった。

## 登場人物
- 村田和彦（むらた かずひこ）
- 東条康子（とうじょう やすこ）
- 東条憲司（とうじょう けんじ）

- 百谷泉一郎（ひゃくたに せんいちろう）
- 百谷明子（ひゃくたに あきこ）
- 天野秀行（あまの ひでゆき）

- 小島重三（こじま しげぞう）
- 今野荒樹（こんの あらき）
- 奥野徳蔵（おくの とくぞう）
- 伊藤吉郎（いとう よしろう）
- 井沼鏡子（いぬま きょうこ）
- 星暁子（ほし あきこ）
- 内藤より子（ないとう よりこ）
- 津川広基（つがわ ひろき）
- 伊藤京二（いとう きょうじ）

- 吉岡鋭輔（よしおか えいすけ）
- 中川秀雄（なかがわ ひでお）
- 小清水俊一（こしみず しゅんいち）

- 船橋玄一（ふなばし げんいち）
- 附田得介（つきだ とくすけ）
- 塚田允行（つかだ のぶゆき）
- 米田友一（よねだ ともかず）

## 映像化
1961年9月30日、東芝土曜劇場（第131回）にてドラマ化された。主な出演者は伊藤雄之助、加藤嘉、西村晃、佐々木孝丸、桜むつ子。